# Edgar Reitz
Edgar Reitz, född 1 november 1932 i Morbach i Bernkastel-Wittlich i Rhenprovinsen, är en tysk filmregissör. Edgar Reitz har bland annat gjort serien Heimat och dess uppföljare.
Hans första spelfilm som regissör var Mahlzeiten från 1967. 1976 regisserade Reitz filmen Stunde Null ('Timme Noll').

## Källhänvisningar
1. ↑  Discogs, Discogs artist-ID: 619085, läst: 9 oktober 2017.[källa från Wikidata]
2. ↑  filmportal.de, Filmportal-ID: 175db2cd589f474e94fcfbed172c34ff, läst: 9 oktober 2017.[källa från Wikidata]
3. ↑  Akademie der Künste, läst: 9 oktober 2017.[källa från Wikidata]
4. ↑  läs online, tiff.net .[källa från Wikidata]
5. ↑  läs online, www.spiegel.de .[källa från Wikidata]
6. ↑  läs online, The New York Times .[källa från Wikidata]
7. ↑  läs online, www.heimat123.net .[källa från Wikidata]
8. ↑  läs online, cineuropa.org .[källa från Wikidata]
9. ↑  läs online, www.baviere-quebec.org .[källa från Wikidata]
10. ↑  läs online, www.artificial-eye.com .[källa från Wikidata]
11. ↑  läs online, www.jinni.com .[källa från Wikidata]
12. ↑  läs online, www.kulturrat.de , läst: 5 april 2019.[källa från Wikidata]
13. ↑  ”Mahlzeiten” (på tyska). Filmportal.de. http://www.filmportal.de/film/mahlzeiten_b710b35bb7ad4117845e223c87881a04. Läst 1 juli 2017.
14. ↑  "Edgar Reitz". NE.se. Läst 6 november 2014.